# Янга-Салское сельское поселение
Янга-Салское се́льское поселе́ние — муниципальное образование в Арском районе Татарстана Российской Федерации.
Административный центр — село Янга-Сала.

## История
Статус и границы сельского поселения установлены Законом Республики Татарстан от 31 января 2005 года № 7-ЗРТ «Об установлении границ территорий и статусе муниципального образования "Арский муниципальный район" и муниципальных образований в его составе».

## Население
| 2010 | 2011 | 2012 | 2013 | 2014 | 2015 | 2016 |
| ---- | ---- | ---- | ---- | ---- | ---- | ---- |
| 458  | ↘457 | ↘449 | ↘428 | ↗431 | ↘428 | ↗436 |
| 2017 |      |      |      |      |      |      |
| ↗446 |      |      |      |      |      |      |

## Состав сельского поселения
| № | Населённый пункт | Тип населённого пункта       | Население |
| - | ---------------- | ---------------------------- | --------- |
| 1 | Каенсар          | деревня                      |           |
| 2 | Янга-Сала        | село, административный центр |           |